# Jan Josef Vratislav z Mitrovic
Jan Josef říšský hrabě Vratislav z Mitrovic (německy Johann Joseph Reichsgraf Wratislaw von Mitrowitz, 6. února 1694, Deštná – 11. září 1753, Chrast) byl český šlechtic z rodu Vratislavů z Mitrovic a římskokatolický duchovní – biskup královéhradecký.

## Život

### Původ
Jan Josef Vratislav z Mitrovic se narodil v Deštné jako syn hraběte Václava Vojtěcha Maxmiliána Vratislava z Mitrovic, císařského hejtmana Bechyňského kraje a jeho manželky Johany Veroniky, rozené z Říčan. Jeho starší bratr Jan Adam Vratislav z Mitrovic byl biskupem v Hradci Králové a v Litoměřicích (byl dokonce jmenován pražským arcibiskupem, zemřel však před převzetím úřadu). Také jeho další bratři Jan Augustin Vratislav z Mitrovic a Jan Václav Vratislav z Mitrovic byli duchovními.

### Vzdělání a duchovní dráha
Po absolvování královéhradeckého jezuitského gymnázia pokračoval Jan Josef ve studiích v Praze a na římské univerzitě La Sapienza získal titul doktora práv. 27. září 1719 byl vysvěcen na kněze. Poté se stal kanovníkem olomoucké kapituly a proboštem u kapituly Všech svatých na Pražském hradě a později byl jmenován také císařsko-královským skutečným radou a domovským prelátem.

### Biskupský úřad
Po smrti 8. královéhradeckého biskupa Mořice Adolfa Saského jej 6. července 1733 císař Karel VI. jmenoval do funkce nového biskupa. Papežské potvrzení následovalo 18. prosince téhož roku a intronizace 6. června 1734. V tomto úřadě setrval téměř dvacet let, do roku 1753.
Během svého úřadování usiloval o zřizování dalších farností a omezoval práva církevních patronátů. Vydal také předpisy k odívaní kněží a kanovníků a v roce 1735 dal podnět k organizování jezuitských misií. Od papeže Klementa XII. dostal darem pro katedrálu v roce 1737 relikvie diecézního patrona Klementa Římského.
V době pruské okupace za první slezské války roku 1741 a druhé slezské války v roce 1744 došlo k hospodářskému úpadku diecéze. Na finanční podporu biskupství získal Jan Josef v roce 1747 panství Zájezdec a v roce 1750 panství Hroubovice. V Chlumu, který byl rovněž majetkem diecéze, nechal zřídit zámeček.

### Závěr života
Jan Josef Vratislav z Mitrovic zemřel 11. září 1753 na zámku Chrast a byl pohřben v biskupské hrobce v kryptě katedrály Svatého Ducha.